# 雷亚尔港 (西班牙)
雷亚尔港（西班牙語：Puerto Real，西班牙語發音：[ˈpweɾto reˈal]）是位于西班牙南部安达卢西亚自治区加迪斯省的一个市镇，离省会加迪斯市远10公里。2017年人口41,472人。
雷亚尔港成立于1483年6月18日。如今的城市中心位于加迪斯湾自然公园里，周围有松林和生理盐水的地点。雷亚尔港以工业为经济基础（航空厂，造船厂等）。因为雷亚尔港的历史较长，它的文化遗产很丰富，它的土地存有不少历史文物，例如罗马帝国时代的遗迹，教堂等。

## 历史
雷亚尔港的历史悠久，最古老的考古遗迹可以追溯到新石器时代。之后分别经历了罗马人和穆斯林的统治。
1483年6月18日，根据西班牙天主教双王卡斯蒂利亚伊利莎贝尔一世和阿拉贡费尔南多二世的普埃布拉宪章（西班牙語：Carta Puebla），雷亚尔港的市镇地位得以确立。

## 经济
雷亚尔港的传统产业是农业、河口盐矿开采和近海贝类养殖。早在18世纪，雷亚尔港的第二和第三产业开始发展。从19世纪开始，雷亚尔港着重于第二产业的发展：
- 造船业：目前正处于危机，主要与亚洲国家竞争激烈，以及安全问题等有关。
- 航空制造业：空中客车公司在这里蓬勃发展[4]，它曾生产过世界上最大的客机空中客车A380，以及A320、A330和A340型号的零件及其方向舵。
- 汽车零部件生产供应商：如通用汽车。2007年7月，由于生产线转移到波兰，德尔福汽车公司在雷亚尔港的生产活动宣告结束。[5]
- 建筑业：如ACS集团的部门，它已建成西班牙国内最大的天然气平台。
- 中小型企业：包括中小型劳动企业。由于造船业的危机，在这一群体中，有许多与造船相关的中小型企业被迫重组或关闭。

由于造船业的不景气，雷亚尔港失去了很多工业公司的投资。造船业的这场危机也极大地影响了加的斯湾的很多市镇，这迫使一些地区的经济模式转型为海滩旅游业。然而，雷亚尔港没有丰富的海滩资源。因此，政府将以乡村旅游以及开展高尔夫球、骑马、远足等活动来振兴当地经济。

## 人口
| 雷亚尔港历史人口变化 |
|                      |
| 来源：INE            |

## 图集

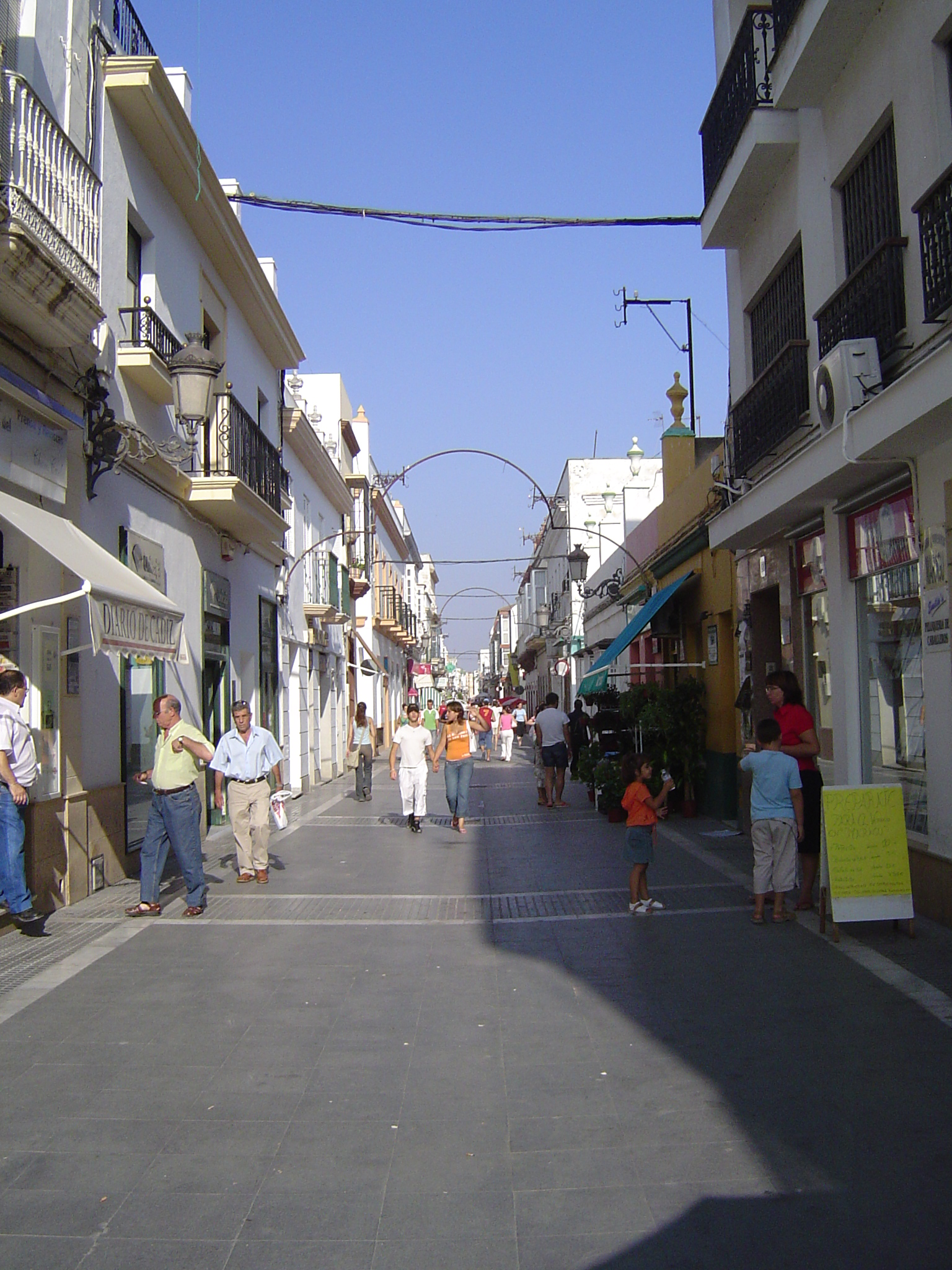
雷亚尔港独特的一条街
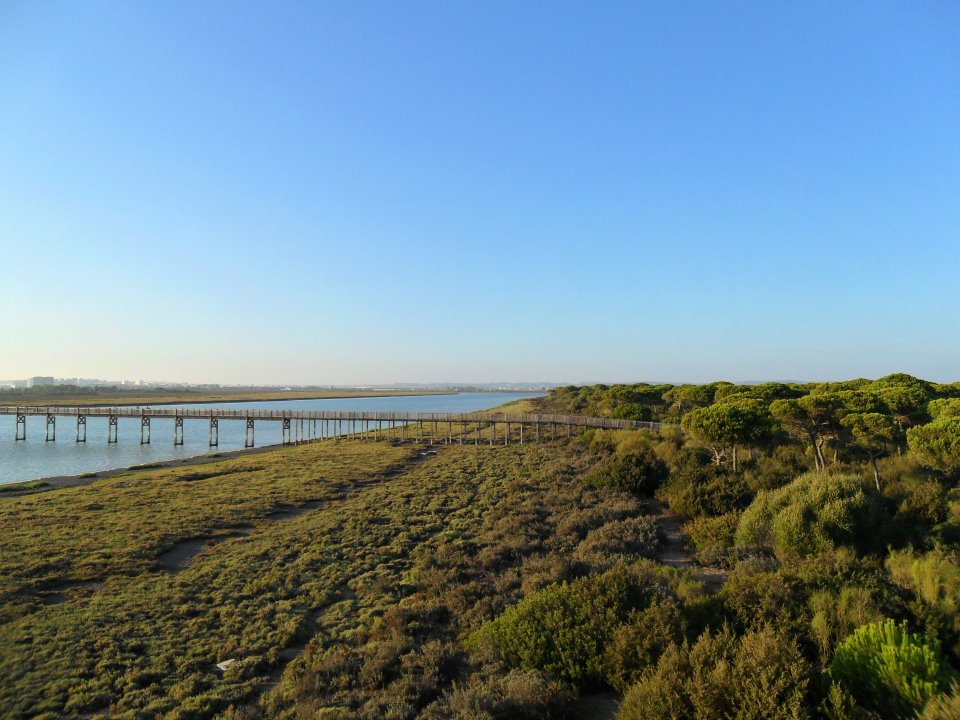
圣佩德罗河畔
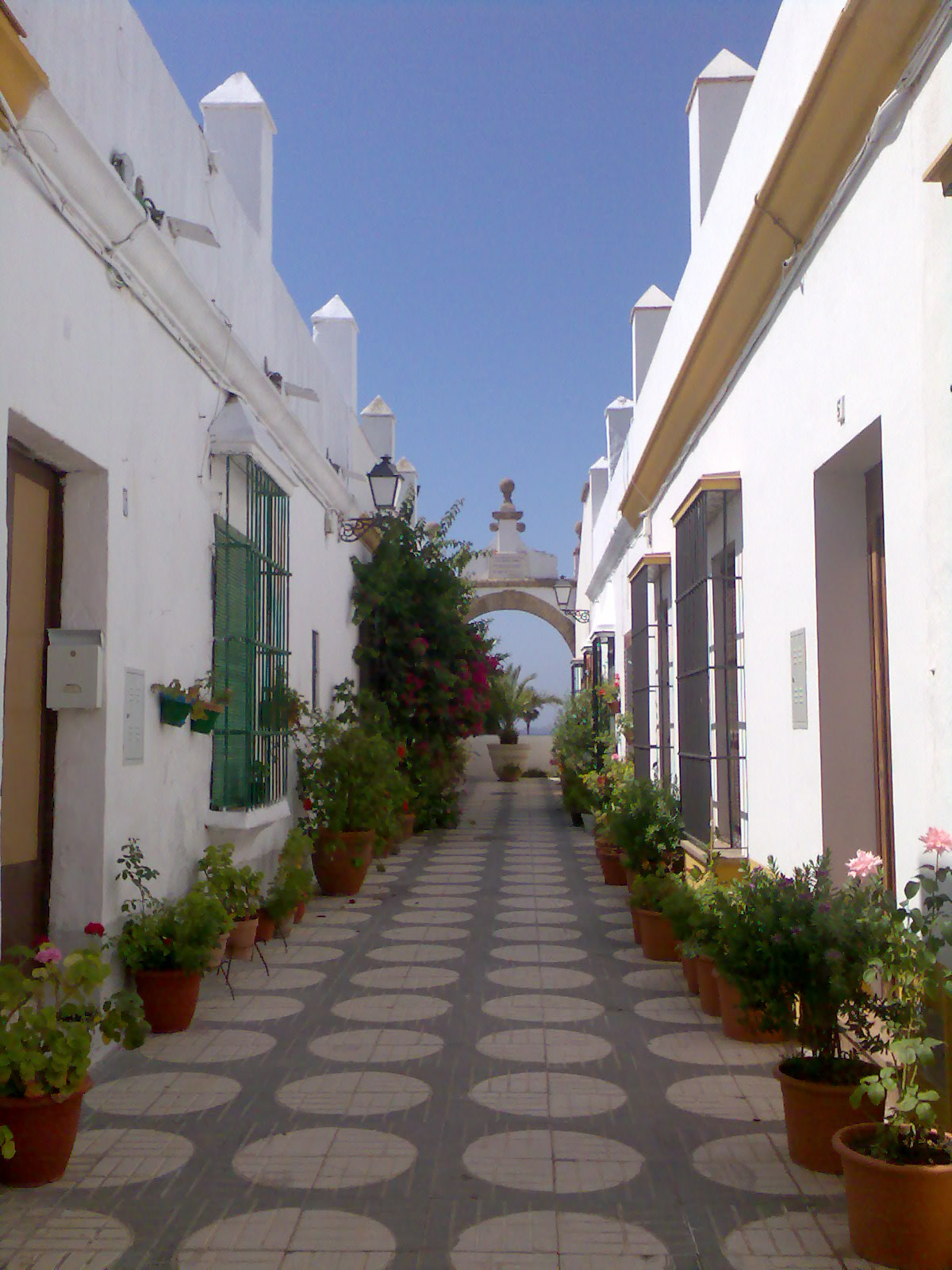
小巷
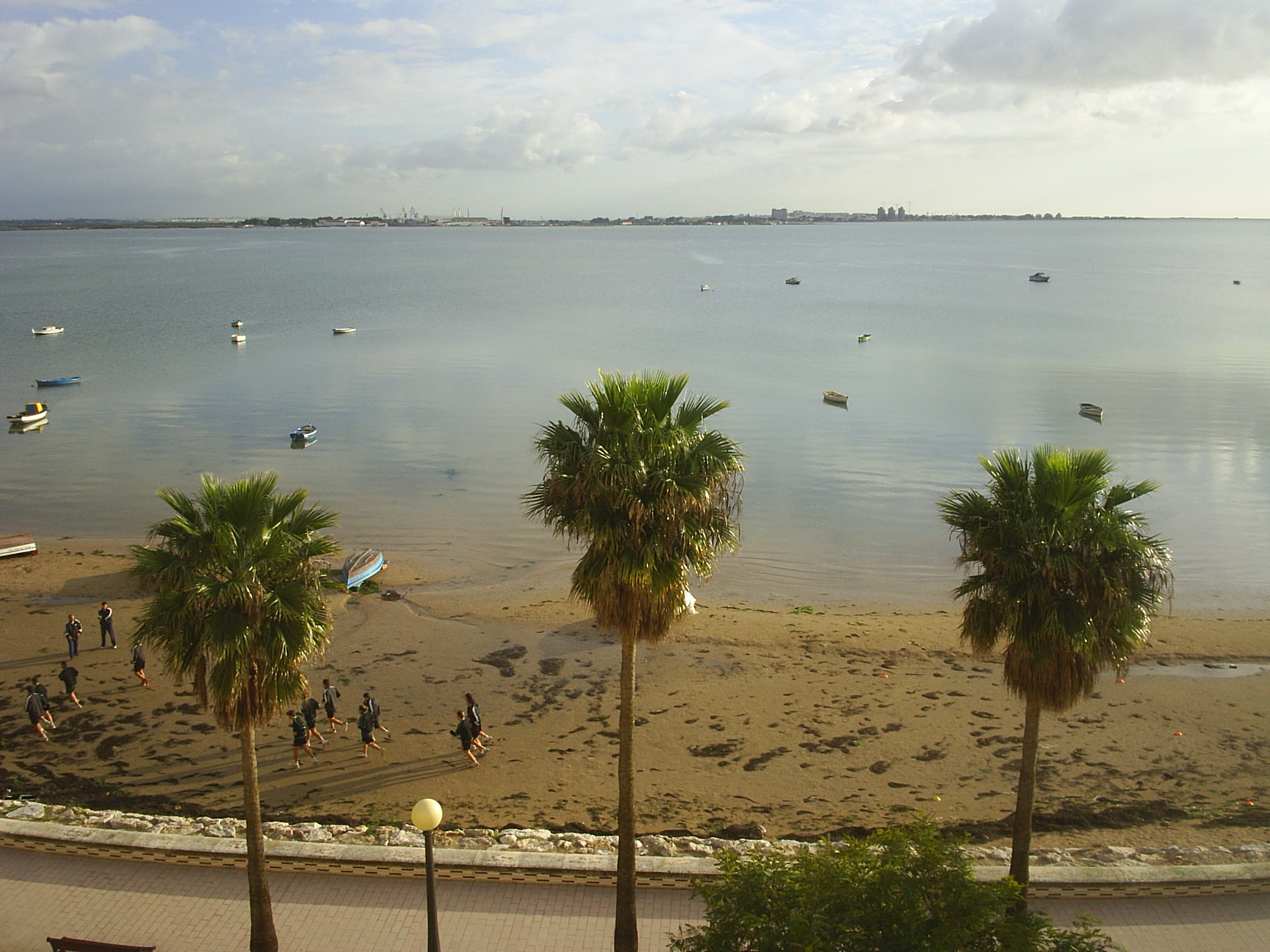
拉卡树查海滩